# Cliff Walkers
Cliff Walkers (Chinees: 悬崖 之上), voorheen getiteld Impasse in het Engels, is een Chinese historische actiefilm uit 2021, geregisseerd door Zhang Yimou.

## Verhaal
Het verhaal speelt zich af in de keizerlijke Japanse vazalstaat Mantsjoekwo in de jaren dertig voordat de Tweede Wereldoorlog uitbreekt en vertelt het verhaal van een vierkoppig onderzoeksteam genaamd "Utra" dat naar Harbin in Mantsjoerije ging om getuigen te redden die getuige waren van het uitvoeren van anti-menselijke experimenten door de Japanners.

## Rolverdeling
| Acteur     | Personage      |
| ---------- | -------------- |
| Zhang Yi   | Zhang Xianchen |
| Yu Hewei   | Zhou Yi        |
| Qin Hailu  | Wang Yu        |
| Zhu Yawen  | Chu Liang      |
| Liu Haocun | Xiao Lan       |

## Ontvangst
Op Rotten Tomatoes heeft Cliff Walkers een waarde van 85% en een gemiddelde score van 7,00/10, gebaseerd op 33 recensies. Op Metacritic heeft de film een gemiddelde score van 62/100, gebaseerd op 8 recensies.